# Cyrtopeltocoris huachucae
Cyrtopeltocoris huachucae är en insektsart som beskrevs av Knight 1968. Cyrtopeltocoris huachucae ingår i släktet Cyrtopeltocoris och familjen ängsskinnbaggar. Inga underarter finns listade i Catalogue of Life.